# دانيال تايلور
دانيال تايلور هو مغني أوبرا كندي، ولد في 1969 في أوتاوا في كندا.

## وصلات خارجية
- دانيال تايلور على موقع IMDb (الإنجليزية)
- دانيال تايلور على موقع ميوزك برينز (الإنجليزية)
- دانيال تايلور على موقع أول ميوزيك (الإنجليزية)
- دانيال تايلور على موقع ديسكوغز (الإنجليزية)